# Комедия ошибок (фильм)
«Комедия ошибок» — советский двухсерийный цветной телевизионный художественный фильм-комедия, поставленный на Киностудии «Ленфильм» в 1978 году режиссёром Вадимом Гаузнером по мотивам одноимённой пьесы Уильяма Шекспира. Премьерный показ по Первой программе ЦТ состоялся 2 сентября 1978 года.

## Сюжет
Много лет назад две пары близнецов оказались разлучены и даже не знали о существовании друг друга.
В Эфесе волею судеб оказываются близнецы Антифол Сиракузский и Антифол Эфесский и их слуги, которые так же, как и хозяева, — братья-близнецы… Весь фильм они никак не могут встретиться, чем изрядно путают друг друга и окружающих, которые не различают близнецов, ведь они удивительным образом носят одинаковые прически, усы, бороды и даже одежду. Из-за этой путаницы возникает множество ошибок и нелепых ситуаций… Антифол Сиракузский попадает в дом Эфесского и его принимают за хозяина и жена, и её сестра, в которую он влюбляется. А Антифол Эфесский неожиданно для себя оказывается в роли отверженного.
Слуги Дромио Эфесский и Дромио Сиракузский также попадают в странные ситуации. Они путают хозяев, их путают знакомые и так далее.
В конце концов, после больших переживаний и серьёзных неприятностей, происходит долгожданная встреча.

## В ролях
- Михаил Козаков — Антифол Сиракузский и Антифол Эфесский
- Михаил Кононов — Дромио Сиракузский и Дромио Эфесский
- Ольга Антонова — Адриана
- Софико Чиаурели — Лиз, куртизанка (роль озвучила Алиса Фрейндлих)
- Наталья Данилова — Люциана
- Рамаз Чхиквадзе — старый актёр
- Валерий Матвеев — герцог
- Гия Перадзе — Анжело (роль озвучил Александр Демьяненко)
- Баадур Цуладзе — Бальтазар
- Александр Анисимов — пристав
- Александр Алазниспирели — Эгеон, купец

## В эпизодах
- Давид Папуашвили — актёр
- Отар Зауташвили — актёр
- Михаил Иоффе — ювелир
- Наталья Дикарева — эпизод
- Гоги Тодрия — эпизод (в титрах — Ц. Тодрия)
- Карло Саканделидзе — доктор
- Гиви Тохадзе — купец
- Сергей Зеленюк — эпизод (в титрах — И. Зеленюк)
- Абессалом Лория — портной
- Анатолий Чернегин — эпизод
- В. Михайлов — эпизод
- Александр Гарин — друг Антифола
- Гега Кобахидзе — эпизод
- Вера Улик — аббатисса
- Валерий Кравченко — посетитель трактира (в титрах не указан)
- Владимир Читишвили — купец (в титрах не указан)

## Съёмочная группа
- Автор сценария — Фридрих Горенштейн
- Режиссёр-постановщик — Вадим Гаузнер
- Оператор-постановщик — Анатолий Иванов
- Художник-постановщик — Марк Каплан
- Художник по костюмам — Белла Маневич
- Композитор — Вячеслав Ганелин
- Песни на стихи — Иосифа Губезского и немецких поэтов XII века
- Звукооператор — Геннадий Корховой
- Режиссёр — Дмитрий Генденштейн
- Оператор — Ю. Орлюков
- Художник-гримёр — О. Смирнова
- Декоратор — И. Мишина
- Монтажёры — Людмила Образумова, Г. Боева
- Комбинированные съёмки:
Оператор — Виталий Волчанский
Художник — Юрий Боровков
- Редактор — Юрий Холин
- Консультант — Б. Смирнов
- Ассистенты:
режиссёра — С. Грейдингер, В. Ткаченко, Л. Бергер
оператора — Н. Корозин
художника по костюмам — Г. Хомченко
звукооператора — Т. Миронова
- Мастер света — И. Матвеев
- Административная группа — Б. Озеров, В. Ильин
- В фильме снимался Государственный театр пантомимы Грузинской ССР
под руководством Амирана Шаликошвили
- Ансамбль старинной музыки «Хортус Музикус»
Дирижёр — Андрес Мустонен
- Директор картины — Роман Берая

## Технические данные
В титрах фильма ошибочно указан перевод А. Некоры. В действительности текст пьесы воспроизводится по переводу П. Вейнберга 1903 года в значительно сокращённом и местами изменённом варианте.